# توم هانلون
توم هانلون (بالإنجليزية: Tom Hanlon) هو منافس ألعاب قوى بريطاني، ولد في 20 مايو 1967 في إزرلون في ألمانيا.

## وصلات خارجية
- توم هانلون على موقع الاتحاد الدولي لألعاب القوى (الإنجليزية)
- توم هانلون على موقع أوليمبيديا (الإنجليزية)